# 叉突腹蛛
叉突腹蛛（学名：Ero furcata）为拟态蛛科突腹蛛属的动物。其种加词“furcata”意为“叉状的”。分布于欧洲以及中国大陆的吉林等地。该物种的模式产地在欧洲。